# 20896 Tiphene
20896 Tiphene è un asteroide della fascia principale. Scoperto nel 2000, presenta un'orbita caratterizzata da un semiasse maggiore pari a 2,5585063 UA e da un'eccentricità di 0,1577516, inclinata di 13,71801° rispetto all'eclittica.